# Kryptoanalýza

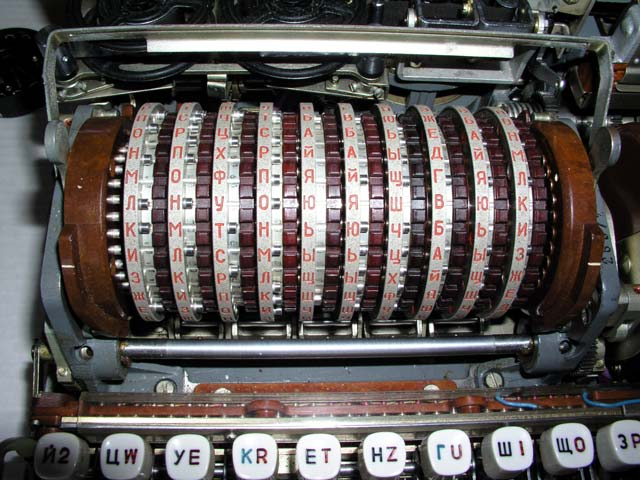
Před moderními počítačovými metodami byly k šifrování a dešifrování textových zpráv používány speciální stroje. Detailní záběr na rotory v šifrovacím stroji

Kryptoanalýza (z řeckého kryptós – „skrytý“ a analýein – „uvolnit“ či „rozvázat“) je věda zabývající se metodami získávání obsahu šifrovaných informací bez přístupu k tajným informacím, které jsou za normálních okolností potřeba, tzn. především k tajnému klíči.
Kryptoanalýza je vlastně opakem kryptografie, která šifry vytváří. Člověk zabývající se kryptoanalýzou se nazývá kryptoanalytik.
V netechnickém kontextu je používán tento termín obecně pro prolamování kódu neboli kryptografický útok.
Bezpečnost kryptografického systému je možno prolomit využitím nedokonalosti použité šifry, kryptografického protokolu, nebo key management schématu.